# Świnice Warckie
Świnice Warckie – wieś (dawniej miasto) w Polsce położona w województwie łódzkim, w powiecie łęczyckim, w gminie Świnice Warckie, w Kotlinie Kolskiej.
| SIMC    | Nazwa     | Rodzaj    |
| ------- | --------- | --------- |
| 1039228 | Piotrówka | część wsi |

Miejscowość jest niewielką wsią, zamieszkaną przez około 640 mieszkańców; jest ona siedzibą gminy Świnice Warckie.
W odległości 1 km od wsi – stacja PKP Kraski na linii kolejowej Zduńska Wola – Inowrocław. Do 1937 roku siedziba gminy Zelgoszcz. W latach 1975–1998 miejscowość administracyjnie należała do województwa konińskiego.

## Historia
Pierwsza wzmianka pisana o Świnicach Warckich pochodzi z roku 1301. Świnice uzyskały lokację miejską przed 1458 rokiem, zdegradowane przed 1500 rokiem.

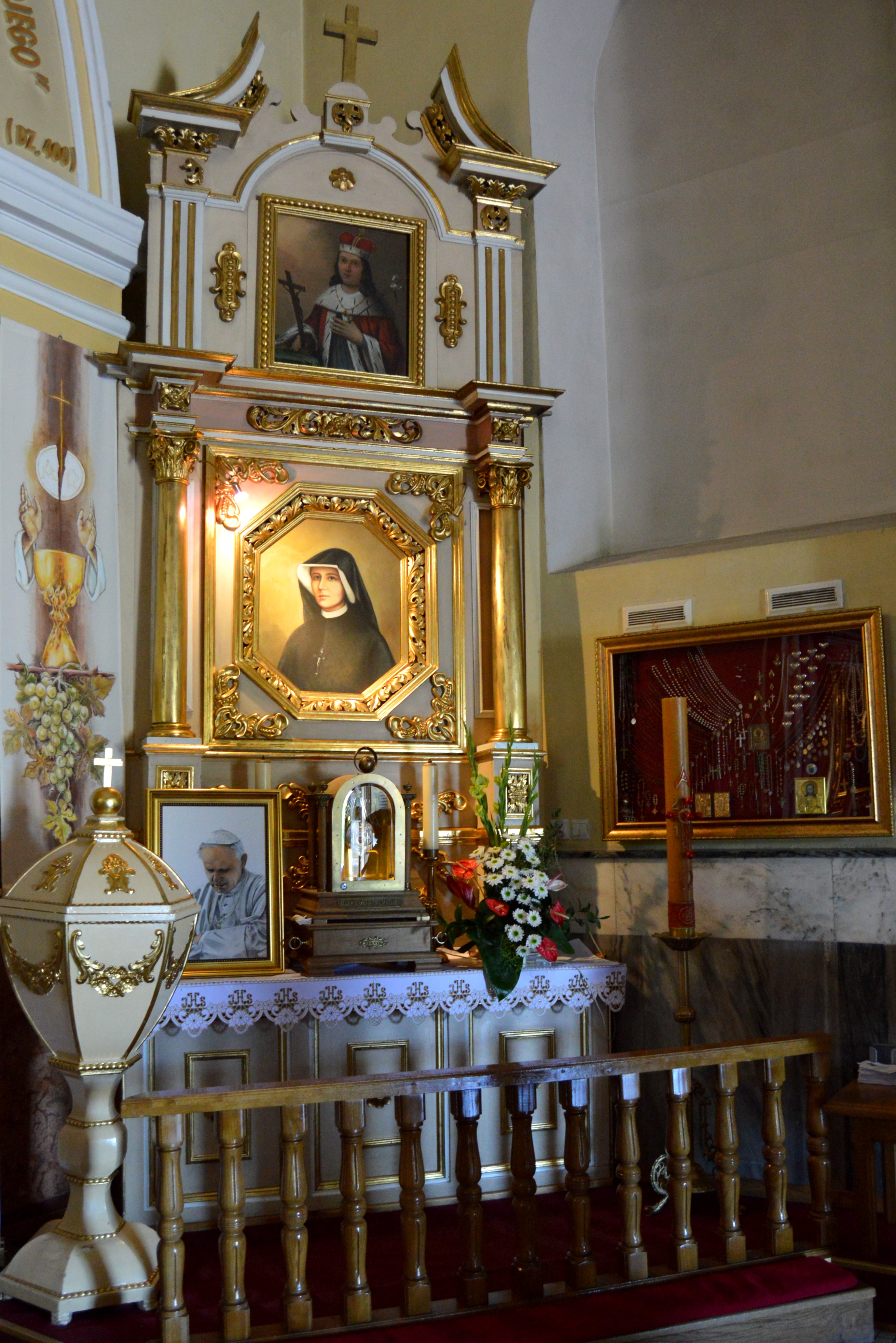
Chrzcielnica w starej części kościoła parafialnego

Według legendy wieś założył na początku XIV w. arcybiskup gnieźnieński Jakub Świnka. W 1458 r. wzmiankowana jako miasto, później występuje jako wieś. Na wyprawę malborską miasto miało wysłać jednego pieszego. Ośrodek klucza majątku Świnieckich. Po nich właścicielami byli: Byszewscy, Karwowscy, Rembiescy.
Parafia istnieje od pocz. XIV w. z kościołem św. Gotarda. Obecny kościół św. Kazimierza zbudowano w 1859 r. Jest bezstylowy, wewnątrz – 3 ołtarze barokowe, rzeźba św. Jana Nepomucena i Pasja z XVIII w. Obok kościoła sztuczna grota, na której wmurowana tablica z nazwiskami parafian poległych i pomordowanych w czasach II wojnie światowej.
Od lipca 1944 roku do stycznia 1945 roku we wsi istniał obóz pracy dla Polaków zatrudnionych przy robotach fortyfikacyjnych.
W okresie PRL-u we wsi powstała Rolnicza Spółdzielnia Produkcyjna oraz baza maszynowa Spółdzielni Kółek Rolniczych.

## Toponimia
Pierwsza wzmianka pisana o Świnicach Warckich pochodzi z roku 1301. Obecna nazwa Świnice Warckie w ciągu wieków przechodziła ewolucję. Pierwotnie miejscowość tę nazywano Świnie, Śwince i Świńcze (1691, 1743, 1755), Świeńce, Świeńcze (1698,1705), Swence (1718), Świenie (1755). Nazwa Świnice występuje od roku 1757. Później dodano wyraz Wartskie ze względu na płynącą opodal rzekę Wartę. Po upływie czasu uproszczono pisownię likwidując literę „T”, pozostawiając Świnice Warckie.

## Instytucje
- jednostka Ochotniczej Straży Pożarnej (rok założenia – 1917)[8];
- Zespół Szkolno-Przedszkolny im. Marii Konopnickiej[9]

We wsi Głogowiec należącej do parafii Świnice Warckie urodziła się św. Faustyna Kowalska (jako Helena Kowalska). Wieś parafialna jest ośrodkiem jej kultu. Sam kościół w Świnicach Warckich pełni rolę Sanktuarium chrztu i narodzin św. Faustyny.

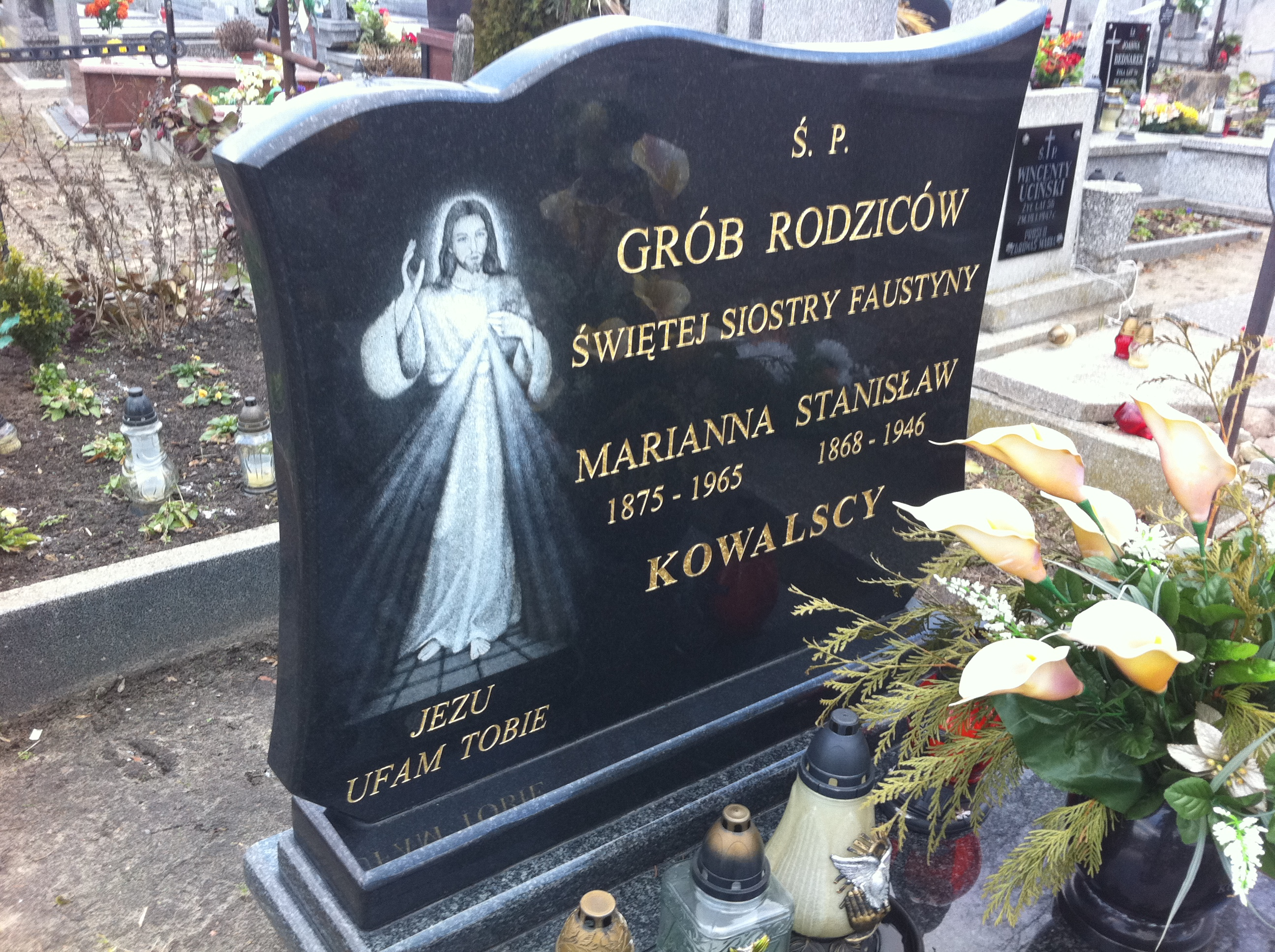
Grób Marianny i Stanisława Kowalskich, rodziców św. Faustyny